# Rezervația naturală Leuntea
Leuntea este o rezervație naturală silvică din raionul Căușeni, Republica Moldova. Are o suprafață de 30,1 ha.
Conform Legii privind fondul ariilor naturale protejate de stat din 1998, rezervația Leuntea este amplasată în ocolul silvic „Copanca”, parcela 50, subparcelele 12, 14 și este administrată de Gospodăria Silvică de Stat Bender.